# Aleksandr Buzgalin
Aleksandr Vladimirovitj Buzgalin (ryska: Александр Владимирович Бузгалин), född 19 juli 1954 i Moskva, död 18 oktober 2023, var en rysk marxistisk ekonom, ämbetsman, politiker och professor. Buzgalin ingick i Gorbatjovs regering, den sista sovjetiska politbyrån, under åren 1990–1991. Senare var Buzgalin professor i ekonomi vid Moskvas universitet och ledare för den sociala rörelsen "Alternativ".